# Hulda Regehr Clark
Hulda Regehr Clark (ur. 18 października 1928 w Rosthern, Saskatchewan, zm. 3 września 2009 w Chula Vista Kalifornia) – naturopatka, autorka, i kontrowersyjna propagatorka medycyny niekonwencjonalnej.

## Życiorys
Studiowała biologię w Kanadzie. Twierdziła, że istnieją dwie przyczyny chorób u ludzi: pasożyty i zanieczyszczenie środowiska.
Zmarła zachorowawszy na szpiczaka mnogiego (nowotwór układu krwiotwórczego).

## Publikacje
- The Cure for All Cancers (1993)
- The Cure For HIV/AIDS (1993)
- The Cure for All Diseases (1995) - wydanie polskie Kuracja życia metodą dr Clark (2003)
- The Cure For All Advanced Cancers (1999)
- Syncrometer Science Laboratory Manual (2000)
- The Prevention of all Cancers (2004)